# Iowa State Cyclones
Iowa State Cyclones – nazwa drużyn sportowych Iowa State University w Ames, biorących udział w akademickich rozgrywkach w Big 12 Conference, organizowanych przez National Collegiate Athletic Association. 

## Sekcje sportowe uczelni
| Mężczyźni - bieg przełajowy (2) - futbol amerykański - golf - koszykówka - lekkoatletyka - zapasy (8) | Kobiety - bieg przełajowy - gimnastyka artystyczna - golf - koszykówka - lekkoatletyka - piłka nożna - pływanie - siatkówka - softball - tenis |

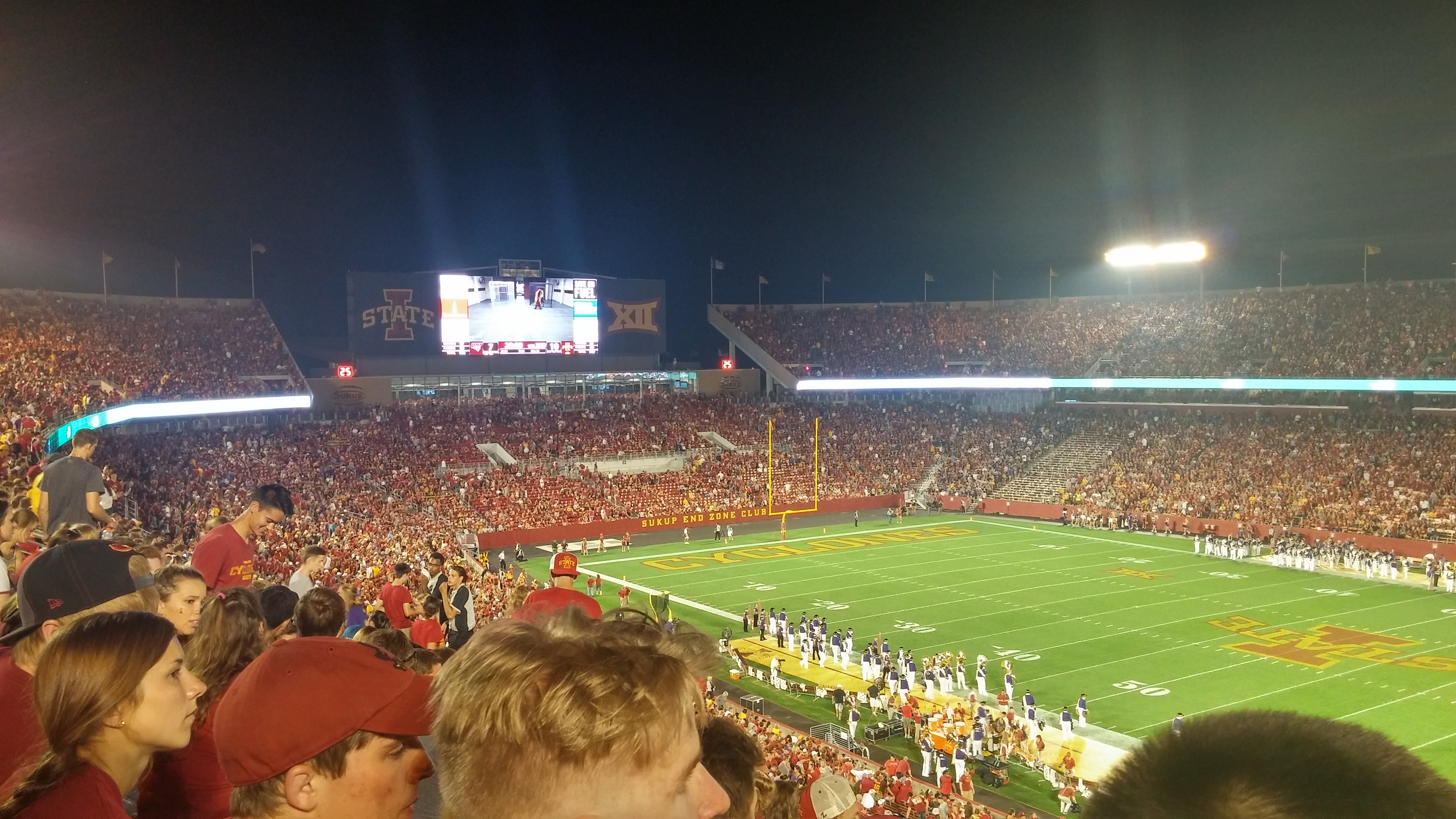
Jack Trice Stadium.

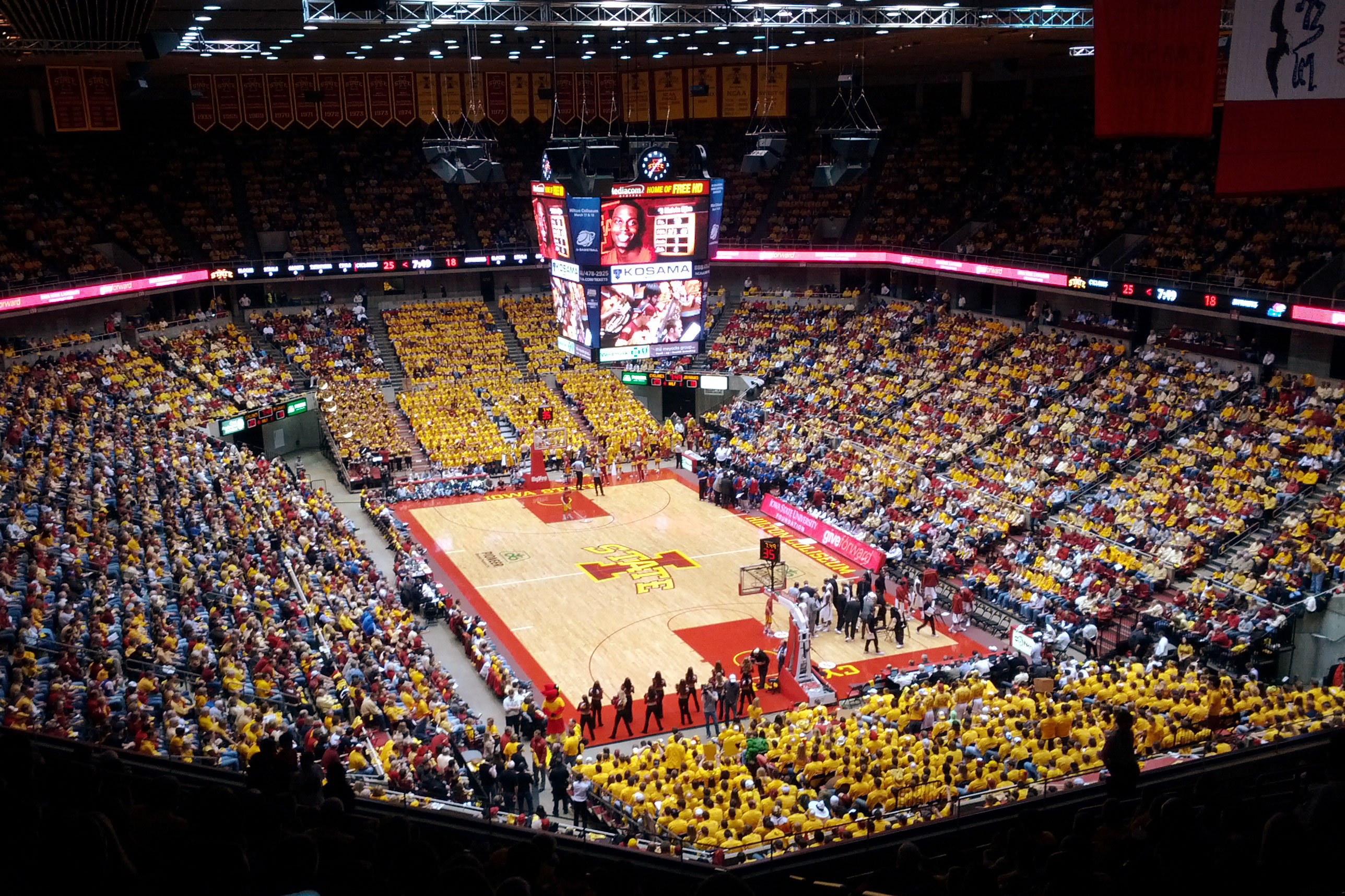
Hilton Coliseum.

W nawiasie podano liczbę tytułów mistrzowskich NCAA (stan na 1 lipca 2016)

## Obiekty sportowe
- Jack Trice Stadium – stadion futbolowy o pojemności 61 500 miejsc[2]
- Hilton Coliseum – hala sportowa o pojemności 14 356 miejsc, w której odbywają się mecze koszykówki, siatkówki i zawody w zapasach oraz gimnastyczne[3]
- Cyclone Sports Complex – kompleks sportowy ze stadionem o pojemności 1500 miejsc, na którym odbywają się zawody lekkoatletyczne i mecze piłkarskie oraz z boiskiem softballowym[4]
- Forker Courts – korty tenisowe[5]
- Beyer Pool – kryty basen z trybuną o pojemności 800 miejsc[6]
- Golf Performance Center – pole golfowe[7]